# George Pakos
George "Teddy" Pakos (Victoria (Colúmbia Britânica), 14 de agosto de 1952) é um ex-futebolista amador canadiano, que atuava como atacante.

## Carreira
George Pakos fez parte do elenco da histórica Seleção Canadense de Futebol da Copa do Mundo de 1986. ele foi importante na fase das eliminatórias com um gol crucial contra Honduras, em uma vitória por 2-1. 